# Fort reditowy 15 „Pszorna”
Fort 15 „Pszorna” – fort wewnętrznego pierścienia obrony Twierdzy Kraków, wzniesiony w latach 1864–1869. Zniszczony podczas budowy drogi do Nowej Huty – Alei Planu 6-letniego (obecnie Aleja Jana Pawła II). Pozostałości znajdują się na południe od Muzeum Lotnictwa Polskiego w Parku Lotników Polskich.

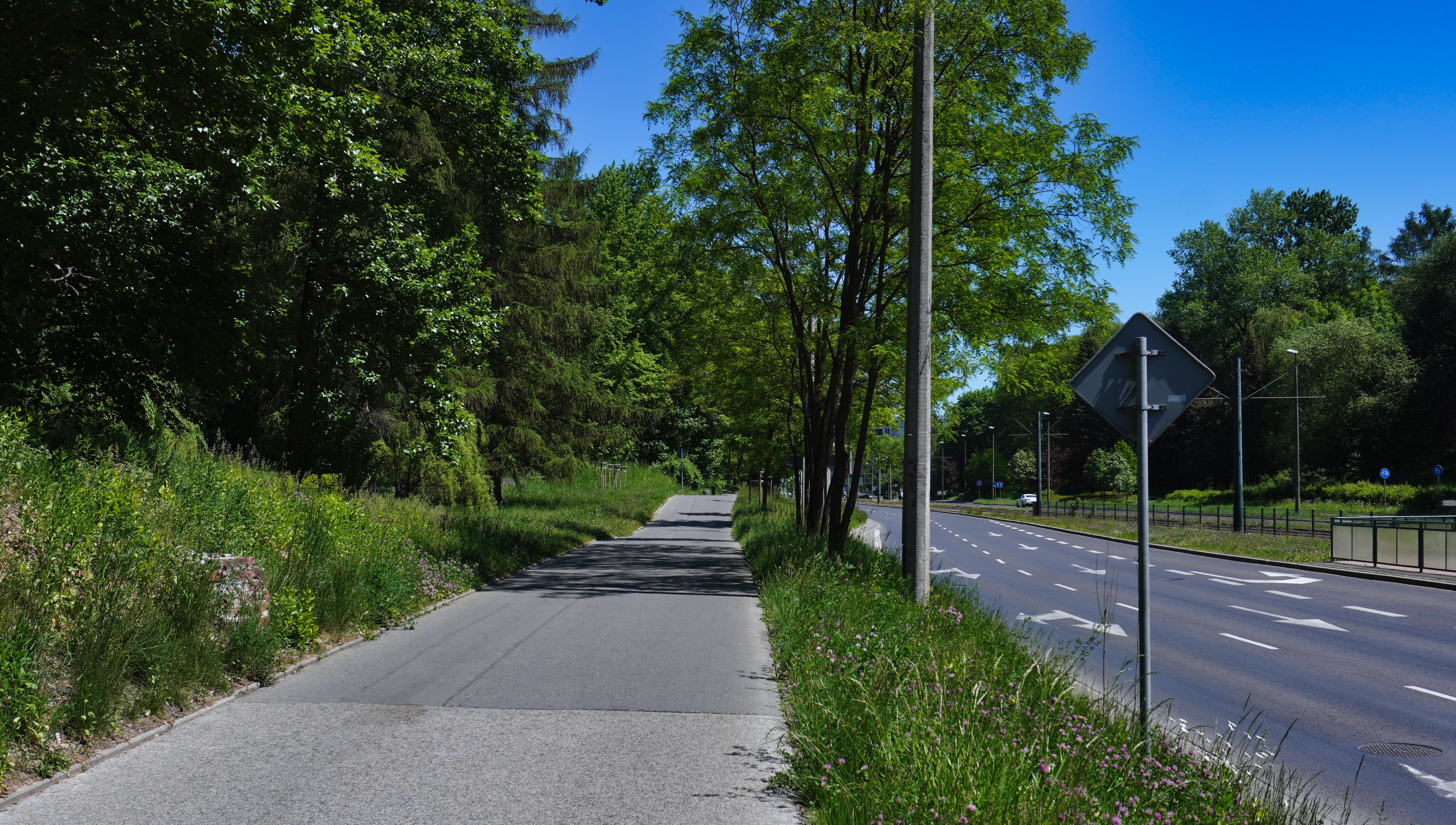
Widok wzdłuż alei Jana Pawła II. Po lewej widoczne relikty murów fortu w skarpie.

## Historia
Był to nietypowy fort reditowy, stanowiący fazę przejściową do fortu artyleryjskiego. Ze względu na rozwój możliwości artylerii (w tym zasięgu) wysunięto go dalej od centrum miasta niż poprzednie forty (np. fort nr 12). Posiadał spłaszczony, rozciągnięty wszerz narys z niską reditą artyleryjską. Redita osłonięta była nasypem z czołem w postaci płaskiego stoku.
Zewnętrzny wał otoczony był suchą fosą z murowanym przeciwstokiem, której broniła kaponiera umieszczona w osi założenia, dwie kaponiery rewersowe w narożnikach i mur Carnota. Obronę bliską uzupełniała bardzo duża (większa od redity) kaponiera szyjowa na tyłach fortu.
Plan fortu zdradza wpływy myśli H. A. Brialmonta; był to ostatni fort reditowy w Krakowie, później wznoszono już typowe forty artyleryjskie. Został zniszczony (przecięty drogą) w 1951, podczas budowy Nowej Huty. Pozostały jedynie stoki w Parku Lotników Polskich.